# Hôtel communal de Laeken

La maison communale en 1958

Ne doit pas être confondu avec Maison communale de Laeken de la rue des Palais Outre-Ponts.
L'hôtel communal de Laeken ou la quatrième maison communale de Laeken est située sur la place Émile Bockstael à Laeken et a été construite entre 1907 et 1912.

## Description
Le haut bâtiment néo-Renaissance française présente des façades en brique rouge et en pierre d'Euville et un clocher central avec loggia. Il est flanqué de deux fois quatre images allégoriques de l'artiste laekenois Mathieu Desmaré. Il y en a également sur les parois latérales. La salle des guichets est entourée de balcons intérieurs sur deux étages et est éclairée par un grand puits de lumière rectangulaire. Les groupes de nu en bronze La Famille (1909) et Les fiancés (1915) sont visibles à l'intérieur. Avec le premier, Desmaré avait remporté le Prix de Rome.

## Histoire
Laeken décida en 1903 de construire un nouvel hôtel de ville sur l'actuelle square des Combattants pour remplacer sa maison communale alors située rue des Palais Outre-Pont. À la demande du roi Léopold II, l'emplacement a été changé à la dernière minute pour la place Bockstael. Après un concours, la conception est confiée aux architectes Paul Bonduelle et Charley Gilson en 1907. La construction, d'un coût de 1,5 million de francs, a été achevée en 1912. À peine neuf ans plus tard, en 1921, Laeken est rattachée à Bruxelles et, en tant que section, elle n'a plus besoin d'un hôtel de ville. Le bâtiment est resté utilisé comme succursale et bureau de liaison. En plus de ces services communaux, il y avait aussi une école, une bibliothèque et un poste de police. Lors d'une rénovation en 2010-11, la salle des guichets a retrouvé sa splendeur d'antan et a rouvert ses portes.